# 4th Dimension (videogioco)
4th Dimension è una raccolta di videogiochi pubblicata nel 1990 per Amstrad CPC, Commodore 64 e ZX Spectrum dalla Hewson. È composta da quattro videogiochi di vari generi, in parte originali e in parte già usciti in precedenza. Le tre edizioni per i tre computer includono giochi quasi completamente diversi tra loro.

## Modalità di gioco
Seguono le descrizioni dei quattro giochi per ciascuna piattaforma. Per i titoli che hanno avuto anche una pubblicazione autonoma, si rimanda alle relative voci per maggiori dettagli.

### Amstrad CPC
- Anarchy: sparatutto-rompicapo con un carro armato su scenari geometrici formati da blocchi, con visuale dall'alto.
- Battle Valley: sparatutto a scorrimento orizzontale bidirezionale, con un carro armato e un elicottero intercambiabili alla propria base di partenza.
- Herobotix: avventura dinamica con un robot all'interno di un complesso futuristico. Si esplora un labirinto multischermo con visuale dall'alto, con vari tipi di robot avversari ai quali si può sparare. A complicare le cose ci sono interruttori che aprono porte remote, teletrasporti basati su codici, terminali con varie funzioni, ecc.
- Supercup: videogioco di calcio con visuale dall'alto a scorrimento multidirezionale. Si può calciare con forza variabile tenendo più o meno premuto il pulsante, colpire di testa e calciare a effetto. Si controlla il calciatore più vicino alla palla e, quando la palla entra in area, anche il portiere.

### Commodore 64
- Cyberdyne Warrior: videogioco a piattaforme bidimensionale e sparatutto che si svolge in tre livelli a labirinto multischermo. Si controlla un soldato futuristico, che può saltare, abbassarsi e sparare con un mitra, affrontando creature e trappole di vario genere. Sullo scenario sono sparsi molti soldi da raccogliere. L'obiettivo è localizzare dei droidi difettosi e portarli su un satellite, ossia a un'apposita uscita. Sul satellite (raggiungibile solo avendo raccolto almeno un droide) si può spendere il denaro per acquistare ricariche di energia vitale, munizioni e tempo, e per potenziare l'arma.
- Head the Ball: si controlla una palla-testa perennemente saltellante lungo un percorso lineare a piattaforme a scorrimento orizzontale. Si devono evitare vari tipi di nemici surreali e proiettili, nonché evitare di cadere fuori dallo schermo. Si può far rimbalzare in alto la palla e controllarne la traiettoria orizzontale. Si dispone di armi molto limitate: dieci palline da lancio, due smart bomb e uno scudo monouso che protegge dagli scontri. Lungo il percorso ci sono numerose gemme da raccogliere. Ci sono brevi livelli bonus di tipo sparatutto a schermata fissa, con la palla che fluttua su un veicolo e spara raggi illimitati.
- Insects in Space: una variante dello sparatutto a scorrimento Defender. Qui si controlla un angelo femmina nuda che spara raggi dagli occhi per combattere contro insetti spaziali. Rispetto a Defender, lo scorrimento è anche verticale, e gli umani da salvare, qui dei bambini, si trovano anche sul soffitto dello scenario.
- Mission Impossibubble: si controlla una palla-testa su scenari con visuale isometrica a scorrimento multidirezionale. I sei livelli sono labirinti costituiti da stretti percorsi. Diversi teletrasporti permettono di spostarsi tra aree del labirinto altrimenti non collegate. Il personaggio si muove nelle quattro direzioni e spara bolle contro vari tipi di nemici. L'obiettivo di ogni livello è raccogliere in un certo ordine le parti di una pergamena, e infine trovare e accompagnare all'uscita un personaggio-bollicina. Raccogliere funghi potenzia l'arma. Si dispone di una bussola che indica la direzione approssimativa da seguire.

### ZX Spectrum
- Klimax, a volte sottotitolato The 21st Century War: si controlla un robot in un complesso industriale infestato da altri robot impazziti, diviso in 16 livelli con visuale isometrica monocromatica. Gli scenari sono multischermo, ma non tanto grandi da richiedere di disegnarsi una mappa[1]. Nei livelli dispari l'obiettivo è distruggere una serie di strutture nucleari trovando e portandoci davanti, spingendolo, un dispositivo di autodistruzione. Nei livelli pari, con scenari meno intricati, si devono combattere dei robot riparatori e si possono ottenere nuove armi. Si può sparare agli avversari, ma stando attenti a non colpire il dispositivo di autodistruzione, nel qual caso se ne dovrà cercare un altro. Raccogliendo bonus si possono aumentare a vari livelli potenza, gittata e velocità delle armi.
- Kraal: si guida un veicolo dentro un complesso fantascientifico con visuale dall'alto e scorrimento multidirezionale a scatti. Ci sono 5 livelli con conformazione intricata e con effetti grafici di strutture sopraelevate, che nascondono in parte chi ci passa sotto. L'obiettivo è distruggere, sparando, tutte le larve e i mostri "madre" che le generano. Ci sono anche altri tipi di mostri avversari, che non è necessario eliminare per completare il livello. I nemici maggiori distrutti rilasciano gemme che, portate al punto di deposito, si possono scambiare con armi migliori, energia, o la possibilità di vedere una mappa del livello. Il gioco fu descritto come molto simile ai precedenti Shadow Skimmer[2] o Panzadrome[1].
- Rollaround: si controlla una palla rotolante su un labirinto multischermo con visuale isometrica. I pavimenti sono composti da caselle sospese nel vuoto e bisogna stare attenti anche a non precipitare di fuori. Si possono fare brevi salti. Alcune caselle hanno simboli che si cancellano passandoci sopra, con vari scopi.
- Super Cup: gioco di calcio corrispondente a quello della versione Amstrad; unico caso di titolo in comune tra versioni.

## Storia dei giochi

### Amstrad CPC
- Anarchy era già stato pubblicato dall'etichetta economica Rack-It della Hewson.
- Battle Valley era già stato pubblicato dalla Rack-It.
- Herobotix era probabilmente inedito per Amstrad, ma è la conversione effettuata da Wise Owl Software di un titolo già pubblicato per Commodore 64 dalla Rack-It.
- Supercup era inedito per Amstrad, ma è la conversione di Super Cup o Supercup Football già pubblicato per Commodore 64 dalla Rack-It.

### Commodore 64
- Cyberdyne Warrior, sviluppato dalla Apex Computer Productions, era inedito. Inizialmente era previsto come una pubblicazione autonoma e come un programma più completo, dotato di un'elaborata sequenza introduttiva; per motivi sconosciuti uscì solo nella raccolta, in versione tagliata. L'introduzione animata è stata recuperata e divulgata molti anni dopo[3]. Cyberdyne Warrior era in sviluppo anche per BBC Micro, da parte di un collaboratore della Apex, ma questa versione venne abbandonata del tutto per motivi sconosciuti[4]. Cyberdyne Warrior per C64 uscì poi nel 1992 anche come allegato alla rivista Commodore Format[5].
- Head the Ball era inedito. È la conversione effettuata dalla Graftgold di un originale per ZX Spectrum, che non venne mai completato, a differenza della versione Commodore 64[6]. Uscì poi nel 1992 anche come allegato alla rivista Commodore Format[7].
- Insects in Space, sviluppato dalla Sensible Software, era già stato pubblicato dalla Hewson nel 1989.
- Mission Impossibubble o Impossibubble, sviluppato da Martin Sneap, era inedito. Uscì poi nel 1992 anche come allegato alla rivista Commodore Format[7].

### ZX Spectrum
- Klimax era inedito, sviluppato da autori portoghesi. Uscì in seguito anche come allegato alla rivista Your Sinclair[8].
- Kraal era inedito, sviluppato da autori portoghesi. Uscì in seguito anche come allegato alla rivista Your Sinclair[9].
- Rollaround era già stato pubblicato dalla Mastertronic (1988). Originariamente al suo posto era previsto Head the Ball, sviluppato dalla Cybadyne, presente anche nella versione Commodore 64. La confezione e il manuale originali di 4th Dimension mostrano infatti Head the Ball, e le riviste britanniche, basandosi su una versione preliminare, lo recensirono come parte della raccolta; tuttavia il gioco per Spectrum non venne completato, e alla fine fu rimpiazzato con Rollaround. Head the Ball per Spectrum, sebbene comprendesse un solo livello, uscì poi come allegato alla rivista Crash nel 1992[6].
- Super Cup era inedito per Spectrum, ma è la conversione di Super Cup o Supercup Football già pubblicato per Commodore 64 dalla Rack-It. Uscì in seguito come allegato alla rivista Your Sinclair[10].

## Accoglienza
La rivista Zzap!, traduzione in questo caso di Zzap!64, apprezzò molto la raccolta per Commodore 64 nominandola "gioco caldo". Tutti i giochi, anche se non molto originali, furono giudicati ottimamente, soprattutto Insects in Space (voto 94%), un po' meno Head the Ball (84%), a metà gli altri due (90%). Anche The Games Machine (edizione britannica) apprezzò molto 4th Dimension (complessivamente 92%), soprattutto Insects in Space e Cyberdyne Warrior. Al contrario la tedesca Aktueller Software Markt sconsigliò la raccolta, giudicando particolarmente male Cyberdine Warrior.
Le altre edizioni furono meno fortunate. La raccolta per Amstrad CPC fu pesantemente criticata dalla rivista britannica Amstrad Computer User (22%), che ritenne decente soltanto Anarchy.
La raccolta per ZX Spectrum rimase sul mediocre per la stampa britannica (che però recensì in anteprima una versione con Head the Ball, prima che venisse sostituito con Rollaround). Crash valutò la raccolta con 50%, considerando i giochi antiquati e il prezzo troppo alto; secondo la redazione i giochi migliori erano Kraal o Klimax, mentre Supercup era terribile.
Secondo Sinclair User la raccolta era ragionevole (60%), ma non conteneva alcun grosso successo. Per Your Sinclair (52%) non era all'altezza delle altre produzioni Hewson; il gioco più notevole era Klimax, mentre Supercup venne anche qui giudicato pessimo (30%).